# Луйгенд, Карл-Ээрик
Карл-Ээрик Луйгенд (эст. Karl-Eerik Luigend; 15 января 1993, Таллин) — эстонский футболист, полузащитник.

## Биография
В детстве помимо футбола занимался шахматами, стал серебряным призёром первенства Эстонии среди 10-летних.
Воспитанник таллинской «Флоры», занимался сначала в клубной секции района Кесклинн, а с 2006 года в основной юношеской команде. Первый тренер — Марко Куузик. На взрослом уровне сыграл первые матчи весной 2009 года за «Флору-2» в первой лиге Эстонии. Летом того же года был отдан в аренду в «Тулевик» (Вильянди), где провёл полтора сезона. Дебютный матч в высшей лиге сыграл 31 октября 2009 года против «Пайде ЛМ», заменив на 75-й минуте Сийма Лутса.
В 2011 году вернулся в «Флору» и стал выступать за её основной состав, за следующие 4 с половиной сезона сыграл более 100 матчей. Вместе с таллинским клубом становился чемпионом Эстонии (2011) и двукратным бронзовым призёром чемпионата, обладателем Кубка (2010/11, 2012/13) и Суперкубка (2012, 2014) Эстонии. Провёл 5 матчей в еврокубках.
Во второй половине сезона 2015 года играл на правах аренды за «Пайде ЛМ». По окончании сезона в 22-летнем возрасте решил завершить профессиональную карьеру. В 2017 году выступал на любительском уровне в третьем дивизионе за «Виймси».
Всего в высшей лиге Эстонии сыграл 156 матчей и забил 11 голов.
Выступал за сборные Эстонии младших возрастов, всего сыграл около 60 матчей. В составе сборной 19-летних провёл 31 матч, был капитаном команды. Участник финального турнира чемпионата Европы среди 19-летних 2012 года, проходившего в Эстонии, на турнире принял участие во всех трёх матчах и забил единственный гол своей команды.
После окончания спортивной карьеры работает поваром.

## Достижения
- Чемпион Эстонии: 2011
- Бронзовый призёр чемпионата Эстонии: 2012, 2014
- Обладатель Кубка Эстонии: 2010/11, 2012/13
- Обладатель Суперкубка Эстонии: 2012, 2014